# 長浜インターチェンジ
長浜インターチェンジ（ながはまインターチェンジ）は、滋賀県長浜市口分田町古田にある北陸自動車道のインターチェンジである。

## 歴史
- 1980年（昭和55年）4月7日 - 北陸自動車道の敦賀IC - 米原JCT間の開通に伴い[4]、供用開始[1][2]。

## 道路
- E8 北陸自動車道（2番）

直接接続
- 滋賀県道37号中山東上坂線

間接接続
- 国道8号

## 料金所
- ブース数：6

### 入口
- ブース数：2
  - ETC専用：1
  - ETC・一般：1

### 出口
- ブース数：4
  - ETC専用：2
  - 一般：2

## 周辺
- 滋賀県警察長浜警察署
- 長浜赤十字病院
- 長浜市役所
- 湖北地域消防組合消防本部・長浜消防署
- 黒壁スクエア

## 隣
E8 北陸自動車道
(1)米原IC - 神田PA/SIC(SICは事業中) - (2)長浜IC - (2-1)小谷城スマートIC - (3)木之本IC